# كالتان

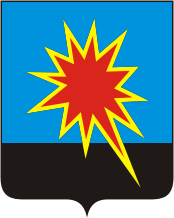
شعار مدينة كالتان

كالتان (بالروسية: Калтан) هي إحدى مدن روسيا في مقاطعة كيمروفسكايا.

## أعلام
- ألكساندر غولوفين